# Sant Antoni (Eixample)
|  | Aquest article tracta sobre el barri de Barcelona. Vegeu-ne altres significats a «Sant Antoni». |

Sant Antoni és un barri del districte de l'Eixample de Barcelona, delimitat per la Gran Via de les Corts Catalanes (des de plaça d'Espanya fins a plaça de la Universitat), Ronda de Sant Antoni, Ronda de Sant Pau, i l'avinguda del Paral·lel. La seva població era de 38.742 habitants l'any 2009.

## Història i activitats
El centre neuràlgic del barri és el mercat de Sant Antoni, que ocupa l'illa delimitada pels carrers Comte Borrell, Manso, Comte d'Urgell i Tamarit. Va ser construït a finals del segle xix i és molt popular per la seva fira setmanal de llibres vells i material de col·leccionisme de cada diumenge al matí. Els comerços de la Ronda de Sant Antoni i dels carrers Sepúlveda i Floridablanca apleguen un gran nombre d'establiments de venda de material informàtic.
L'avinguda Mistral, que a partir del 1995 es convertí en un espai exclusiu per als vianants, és l'artèria més viva i dinàmica del barri. A l'edifici històric del mercat de Sant Antoni es va començar una remodelació integral l'any 2007, acabada l'any 2018 amb la seva reobertura el 23 de maig.
Al barri hi ha un cinema: El Renoir Floridablanca (7 sales especialitzades en pel·lícules d'autor i versió original) tot i que fins a final de maig de 2013 també hi havia el Cinema Urgell (el de més aforament d'Espanya).
Sant Antoni compta també amb el gran Centre d'Atenció Primària Manso, gestionat per l'Institut Català de la Salut (ICS) i situat a la cruïlla entre els carrers Manso-Calàbria que dona cobertura assistencial a tot el barri i també a població del barris veïns del Raval i l'Esquerra de l'Eixample.
Pel que fa a l'ensenyament, disposa a tocar del barri (Ronda Sant Pau) de l'Escola Pia Sant Antoni Abad, encara que aquesta escola està ubicada al barri del Raval del districte de Ciutat Vella, i els Salesians de Rocafort entre d'altres. Pel que fa a les escolarització pública, disposa de l'escola Bressol Tres Tombs, l'Escola d'educació primària de Ferran Sunyer i l'Institut d'educació secundària Lluïsa Cura.
L'antiga seu central de l'Organització Nacional de Cecs (ONCE) a Catalunya es trobava al carrer Calàbria 82. Des del 2007 es troba a la cantonada de Gran Via-Llança, on abans s'aixecava el Canòdrom Pavelló entre 1950 i 2001.
El projecte de Recuperació de la Memòria Històrica del barri de Sant Antoni va néixer el 2003 per iniciativa de diferents persones que, en el marc de la Xarxa Comunitària de Sant Antoni, van començar una recerca d'anècdotes, imatges, objectes, vivències i records sobre el barri, entre la gent gran.
Amb tot el material recollit es va muntar una exposició durant uns dies al Centre Cívic Cotxeres Borrell i també es va gravar, editar i estrenar amb gran èxit el DVD "Antonet del meu cor".
Pel que fa al projecte reiniciat de creació d'un fons o arxiu de barri, més que assolir un contingut estrictament històric, el que pretenem és obtenir una perspectiva més propera de la història de la vida del barri, alhora que obrir un espai de participació i comunicació que potencïi les relacions intergeneracionals i interculturals, partint d'un tema d'interès compartit, com pot ser el coneixement de la realitat històrica des de la pròpia veu i els records dels seus protagonistes.
Actualment hi ha un petit equip de recerca i ampliació de l'arxiu, que es dedica a recollir les anècdotes o records que volen explicar els veïns, escanegen les imatges i fotos que ens porten i les seleccionen i classifiquen en un fons.

## Tres Tombs

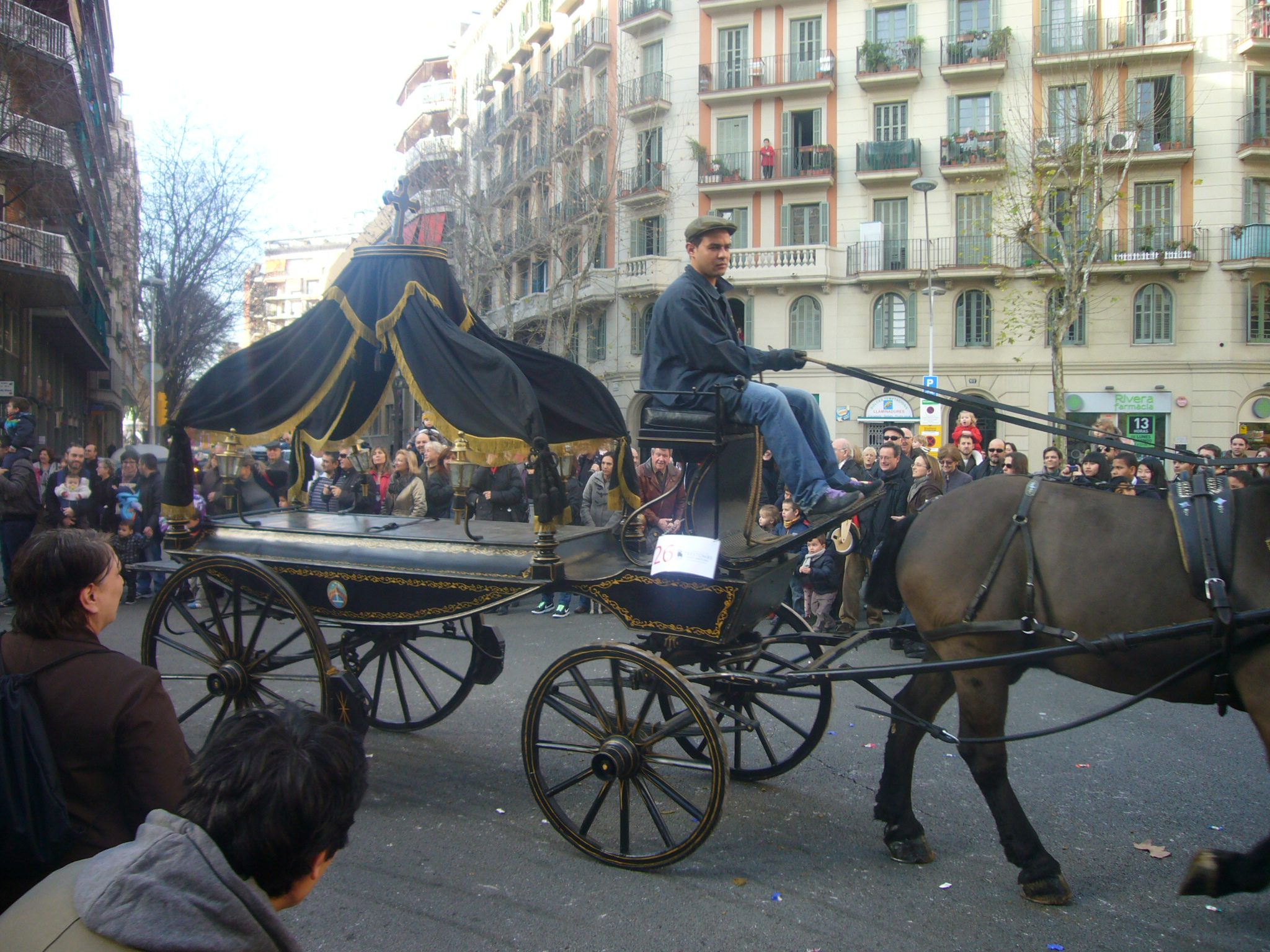
Carruatge funerari als Tres Tombs del barri de Sant Antoni

La festivitat dels Tres Tombs té el seu origen a la segona meitat del segle xix i rendeix homenatge a Sant Antoni Abat, protector dels animals domèstics i de càrrega. Al Barri de Sant Antoni són organitzats per l'Arca de Noé, l'Associació de Veïns de Sant Antoni, la Germandat de Sant Antoni i Sant Antoni Comerç (SACC), amb el suport de l'Ajuntament de Barcelona.
A la cavalcada hi solen participar la Unitat Muntada de la Guàrdia Urbana, genets escortes de les Banderes de Sant Antoni i Santa Eulàlia de l'Ajuntament, genets a títol personal, un cotxe de bombers de tracció animal, la «Imperial» de les pompes fúnebres, un carro de repartiment de bótes de vi, un carro d'arrossers i d'altres carruatges. Molts ciutadans beneïxen els seus animals de companyia davant l'Escola Pia de Sant Antoni (ronda de Sant Pau, 72).
L'edició de l'any 2006 dels Tres Tombs de Sant Antoni va estar a punt de no fer-se per problemes econòmics, però es varen superar i la tradició continua i s'ha inclòs al Protocol Festiu de Barcelona.